# Balthazard Flotte de La Frédière
Balthazard-Annibal-Alexis Flotte de La Frédière (mort après 1682) est un soldat de la Nouvelle-France qui occupe le poste de  gouverneur de Montréal par intérim de 1666 à 1667. Quelques sources donnent Balthazard pour prénom et dans quelques listes des gouverneurs de Montréal son nom est écrit Balthazard ou Annibal-Alexis.
Fils de Jean Balthazard Flotte de La Frédière et Claudine de Chastellard, il est le neveu du marquis de Salières, un commandant du régiment de Carignan-Salières. De La Frédière aurait apparemment été défiguré par la perte d'un œil. Il était arrivé en Nouvelle France à bord de l'Aigle d’Or en août 1665 à la tête d'une compagnie comme capitaine et major. Son frère Henri était lieutenant dans la même compagnie (dans quelques listes de la compagnie, le nom de son frère est Annibal Alexis). L'année suivante, il participe à la construction du fort Sainte-Thérèse. Il prend part à une expédition contre les Mohawks. De La Frédière est blessé au cours d'une bataille avec les Iroquois en 1666.
Une plainte ayant été déposée par les résidents de Montréal contre de La Frédière pour son ivresse, son comportement immoral et pour la vente d'alcool (qui passait pour être de qualité inférieure) aux indigènes, il est rappelé en France à l'automne 1667 malgré les protestations de son oncle.
En 1682, il épouse Françoise Falcoz en France.
La rue de La Frédière à Saint-Jean-sur-Richelieu est ainsi nommée en son honneur.